# Aiolos (tidskrift)
Aiolos är en svensk tidskrift för litteratur, konst, filosofi och humaniora. Den etablerades 1995 och utkommer med fyra nummer per år. 
Tidskriften startades av Jan Arnald, Carin Franzén, Jan Holmgaard och Ingemar Haag och ges sedan 2015 ut av kulturföreningen Faethon. Den fasta redaktionen består idag av huvudredaktörerna Niklas Haga och Håkan Trygger (ansvarig utgivare) samt av Anders Lindström och Daniel Pedersen. 
Aiolos nummer är tematiskt uppbyggda och innehåller bildkonst och texter av vitt skilda slag, med tyngdpunkt på den fördjupande essän. Exempel på teman är: Apokalyps (2021), Inger Christensen (2019), Växtsjälen (2018) och Svart ekologi (2017).
Aiolos utnämndes till årets kulturtidskrift 2021. Juryns motivering löd:
Initierade och namnkunniga skribenter djupdyker i omfångsrika, tematiska nummer; utforskar, nyanserar och lyfter fram oväntade ingångsvinklar som vidgar perspektiven och fäster läsarens blick på både detaljer och helheter. Formgivningen är oklanderlig och anpassas följsamt efter olika texttyper och bilder. Aiolos tar läsaren på allvar.